# SpaceX CRS-2
SpaceX CRS-2 — четвертий непілотований політ корабля Dragon компанії Space Exploration Technologies Corporation's як транспортного корабля, п'ятий політ для двоступеневої ракети-носія Falcon 9 цієї ж компанії і другий операційний політ для SpaceX у рамках програми Commercial Resupply Services під контрактом з NASA. Другий політ з вантажем до Міжнародної космічної станції. Запуск відбувся 1 березня 2013 в 10:10 по EDT (1 березня 2013 в 15:10 по UTC).

## Місія
При запуску SpaceX Dragon CRS-2 корабель був наповнений приблизно 677 кг вантажу, 575 кг без упаковки, 81 кг речей для екіпажу, 347 кг наукових дослідів і експериментів апаратні, 298 фунтів (135 кг), обладнання для станцій та інших різних предметів.
Дракон повернув 1370 кг вантажу, 1210 кг без упаковки. Це включає 95 кг речей екіпажу, 660 кг наукових експериментів і експериментів обладнанням, 401 кг космічних пристроїв з станції, 38 кг обладнання з скафандра та інших різних предметів.

## Політ
1 березня 2013 в 15:10 UTC (19:10 мск) з майданчика SLC-40 Станції ВПС США «Мис Канаверал» стартовими командами компанії SpaceX за підтримки бойових розрахунків 45-го Космічного крила ВПС США здійснено пуск ракети-носія Falcon-9 (v. 1.0) з вантажним кораблем Dragon.
Приблизно через 10 хвилин після старту корабель відокремився від носія і вийшов на навколоземну орбіту.
Практично відразу після цього надійшли повідомлення про виниклі на борту проблеми з двигунами — система керування видала заборону на включення трьох з чотирьох двигунів транспорту. Фахівцям компанії SpaceX вдалося вирішити частину проблем, що виникли на кораблі Dragon після його виходу на навколоземну орбіту: запрацювали дві з чотирьох рухових груп, повністю розкриті сонячні батареї.
Астронавти НАСА Кевін Форд і Томас Маршберн успішно захопили маніпулятором Міжнародної космічної станції (МКС) приватний космічний транспортний корабель Dragon. Після захоплення 17-метровий маніпулятор Канадарм підтягнув корабель до станції, для пристикування його до модуля Гармоні.
Захоплення було зафіксовано в 10:31 UTC (12:31 за київським часом),
Стикування відбулося в 3 березня 2013 р. в 13:56 UTC (15:56 за київським часом).

## Галерея

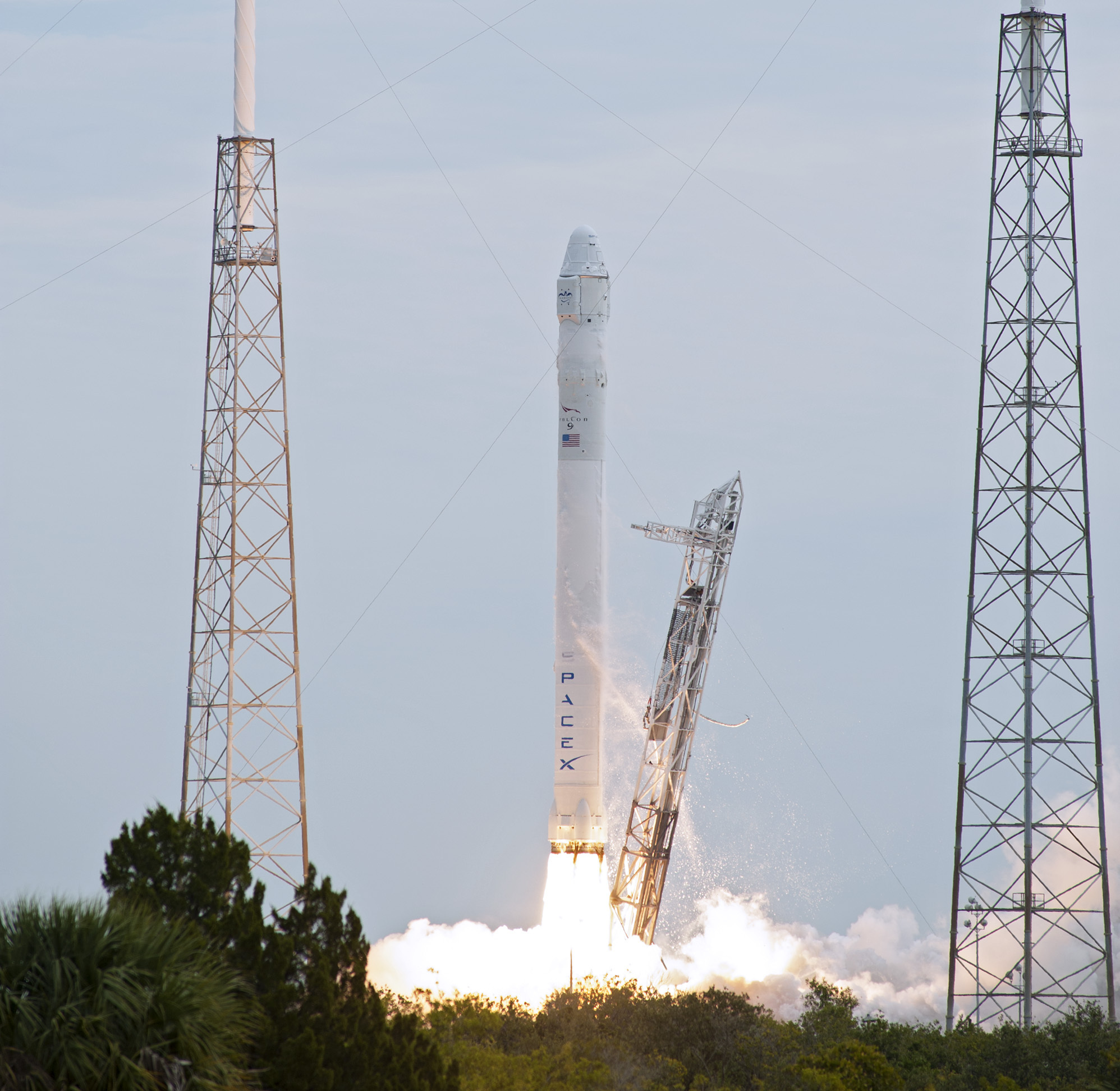
Старт місії SpaceX CRS-2 з ракетою Falcon 9 1 березня 2013.